# لارس اولای ملینگ
لارس اولای ملینگ (به انگلیسی: Lars Olai Meling)، زاده ۸ مه ۱۸۷۶، در هوگسوند؛ و درگذشته به تاریخ ۱۲ مه ۱۹۵۱ میلادی، در سن ۷۵ سالگی، مالک یک شرکت  کشتیرانی و یک سیاستمدار نروژی بود.
لارس اولای ملینگ، از اعضای حزب ونستره بود و در چند دوره به عضویت شورای شهرداری هوگسوند، درآمد. وی در سال ۱۹۱۷ میلادی در مقام شهردار هوگسوند، مشغول خدمت شد. 
وی بین سالهای ۱۹۲۴ تا ۱۹۲۶ میلادی؛ و بین سالهای ۱۹۳۳ تا ۱۹۳۵ میلادی، وزیر بازرگانی نروژ، در دوره نخست‌وزیری یوهان لودویگ مووینکل، بود.
 همچنین وی، بین سالهای ۱۹۲۵ تا ۱۹۲۷ میلادی؛ و بین سالهای ۱۹۳۷ تا ۱۹۴۵ میلادی، عضو  مجلس ملی نروژ بود.